# Allocyclosa bifurca
Allocyclosa bifurca là một loài nhện trong họ Araneidae.
Loài này thuộc chi Allocyclosa. Allocyclosa bifurca được Henry Christopher McCooki miêu tả năm 1887.